# Inês Pires
Inês Pires (por vezes, erradamente, chamada Inês Pires Esteves) (Borba, Matriz) foi amante do Mestre da Ordem de Avis e futuro Rei D. João I de Portugal.

## Filiação
Era irmã de Gil Peres e filha do casal Pedro Esteves e Maria Anes Maceiro, neta paterna de Estêvão Peres e de sua mulher Leonor Anes e neta materna de João Anes Maceiro e de sua mulher Constança Garcia.
Pedro Esteves ou Pero Esteves, conhecido pela alcunha "o Barbadão", é erroneamente confundido com Mendo da Guarda, que era um sapateiro Judeu de Castela. Seja como for, a sua origem ainda é um tema bastante discutido pelos especialistas da época. Diante de tudo o que foi dito, é importante mencionar que nem sequer o seu nome consta dos documentos seus contemporâneos sendo que o primeiro a mencioná-la é Fernão Lopes que escreve por volta de 1420.

## Descendência
Teve os seguintes filhos naturais de D. João I:
- Afonso I (10 de agosto de 1377 – 15 de dezembro de 1461), primeiro duque de Bragança[3]
- Beatriz (ca. 1382 – novembro de 1439), casada com Thomas FitzAlan, 12.º Conde de Arundel[3]